# Verrewinkelbeek
Verrewinkelbeek är ett vattendrag i Belgien.   Det ligger i regionen Flandern, i den centrala delen av landet, 9 km söder om huvudstaden Bryssel.
Runt Verrewinkelbeek är det i huvudsak tätbebyggt. Runt Verrewinkelbeek är det tätbefolkat, med 819 invånare per kvadratkilometer.